# Anastazjusz I
Anastazjusz (Flavius Anastasius; ur. ok. 430, zm. 9 lipca 518), zwany Dikoros – cesarz bizantyński w latach 491–518.

## Życiorys
Pochodził prawdopodobnie z okolic miasta Dyrrachium (obecnie w Albanii), leżącego w Epirze. Zanim został imperatorem, sprawował rozmaite godności w administracji pałacowej, m.in. był sekretarzem (silentarius). Tron objął 11 kwietnia 491 r. przy poparciu Ariadny, żony poprzedniego cesarza Zenona Izauryjskiego, którą poślubił 20 maja.
W początkach panowania Anastazjusz musiał walczyć z Longinem, bratem Zenona i jego zwolennikami, głównie wywodzącymi się z małoazjatyckiego plemienia Izauryjczyków. Ostatecznie oddziały prawowitego władcy pokonały buntowników w bitwie pod Cotyaeum w 496 r., ale mimo to walki w Azji Mniejszej trwały jeszcze jakiś czas, zwłaszcza w górach Taurus, gdzie schronili się przegrani.
Palącą kwestią początków panowania tego cesarza stało się rozwiązanie problemów Półwyspu Apenińskiego. Od upadku cesarstwa zachodniorzymskiego Italia pogrążona była w chaosie. W Rzymie władał wódz germański z plemienia Herulów Odoaker, który w 476 r. obalił ostatniego cesarza Romulusa Augustulusa, a insygnia imperialne odesłał do Konstantynopola. Tymczasem do Italii zbliżała się kolejna fala germańskich najeźdźców – Ostrogotów pod wodzą ich króla Teodoryka, zwanego później Wielkim z rodu Amalów. Zamiarem tego najwybitniejszego z ówczesnych władców było stworzenie silnego państwa. W 493 zdobył Rzym, a następnie zabił Odoakra i ogłosił się królem Italii. Bezradny wobec trudności w polityce wewnętrznej Anastazjusz w 497 roku uznał władzę Teodoryka Wielkiego w Italii jako (formalnie) cesarskiego namiestnika, zwracając insygnia. Ostrogoci wspierali wojska cesarskie w walkach z koczowniczymi plemionami Utigurów i Kutigurów.
W 502 r. wybuchła wojna Bizancjum z perskim imperium Sasanidów. Armia perska będąca stroną atakującą, zdobyła kilka twierdz bizantyjskich m.in. Teodozjopolis i Amidę. Jednakże wodzom Anastazjusza udało się opanować groźną sytuację i po kilku latach bezowocnych walk w 506 r. podpisano pokój przywracający granice sprzed wojny.
W przeciwieństwie do kompromisowego w polityce religijnej Zenona, Anastazjusz był jawnym zwolennikiem monofizytyzmu. Początkowo do ortodoksów odnosił się łaskawie. Sytuacja zmieniła się pod wpływem uzurpacji Areobindusa i Witaliana. W wystąpieniach obu buntowników kwestie natury religijnej odgrywały ważną rolę.
Do jego niewątpliwych zasług należy uspokojenie i ustabilizowanie sytuacji wewnętrznej i obniżenie podatków, zwłaszcza likwidacja podatku bezpośredniego zwanego chryzargyron przysporzyła mu popularności. Zastąpił dotychczasowy podatek płacony w naturze – annonę, podatkiem płaconym w złocie – chryzoteleia.
W 498 dokonał reformy monetarnej, która pobudziła gospodarkę pieniężną i zwiększyła zaufanie ludności do monet innych niż złote: „Anastazjusz odnawia ciężką monetę miedzianą, posługiwanie się którą przy handlu jest przyjemne dla ludu, ponieważ płaci i sam otrzymuje zapłatę w tym kruszcu”. Polityka monetarna cesarza okazała się bardzo pozytywna dla skarbu cesarstwa – w roku śmierci cesarza skarb cesarski miał rezerwę 145 ton złota.
W 502 roku wprowadził emancipatio Anastasiana.